# Helene von Hornbostel
Helene von Hornbostel (* 24. September 1815 in Wien; † 29. Dezember 1889 ebenda) war eine österreichische Frauenrechtlerin.

## Leben
Helene von Hornbostel war an frauenpolitischen Fragen interessiert und gründete am 2. Juni 1866 im Salon Iduna Laubes mit Laube, Auguste von Littrow und anderen Frauen der Wiener Gesellschaft den Frauenerwerbsverein. Der spätere Wiener Frauen-Erwerb-Verein war der erste Frauenverein mit wirtschaftlichen Zielsetzungen in Österreich. Helene von Hornbostel führte den Verein als erste Präsidentin und gab das Amt zum Jahresbeginn 1868 an Gabriele von Neuwall ab. Von Hornbostel wurde zum Ehrenmitglied ernannt.
Ziel des Verein war die Bildungs- und Erwerbsmöglichkeiten von Frauen zu verbessern. Er gab auch Soforthilfen bei Notsituationen. Bald nach der Gründung wurde eine Nähstube geschaffen und 1868 eröffnete der Verein die „Handelsschule 1“ in der Walfischgasse 4. Bis 1872 folgten zehn weitere Schulen mit mehreren Tausend Schülerinnen und bis 1880 hatte der Verein 22 Schulen und Kurse eingerichtet.
Der Verein in Wien wurde Vorbild für weitere Gründungen von Frauenerwerbsvereinen in Brünn, Prag, Salzburg, Klagenfurt und anderen Orten. Ihre Tochter Priska Baronin Hohenbruck wurde 1897–1901 und 1906–1909 zur Präsidentin des Frauen-Erwerb-Vereins gewählt.

## Familie
Helene von Hornbostels Eltern waren Johann Daniel Winckler und Viktoria Barbara Kettl. Sie heiratete am 24. April 1843 den Seidenfabrikanten und Bankfachmann Theodor Hornbostel (1815–1888), der 1860 geadelt wurde. Das Ehepaar hatte sechs Kinder: Prisca verheiratete Freifrau Schwäger von Hohenbruck, Erich Ritter von Hornbostel, Cornelia (Nelly) verheiratete Frank, Daniel Ritter von Hornbostel, Max Ritter von Hornbostel und Camilla verheiratete Filtsch. Zu ihren Enkeln gehörten der Musikethnologe Erich Moritz von Hornbostel (1877–1935) und der Diplomat Theodor Hornbostel (1889–1973).